# CEDICT
CEDICT est un projet de dictionnaire anglo-chinois, avec pinyin, sur support numérique, et sous licence libre.

## Introduction
Le projet CEDICT a été inspiré par le projet EDICT, un dictionnaire nippo-anglais, lancé par Jim Breen en 1991, et considéré également comme une référence.
CEDICT a été lancé en 1997 par Paul Denisowski dans le but de fournir un dictionnaire sino-anglais complet et gratuit (licence libre). Il a depuis été fréquemment mis à jour par plusieurs volontaires. CEDICT existe principalement sous forme de fichier texte, d'autres programmes sont nécessaires pour y rechercher des informations, et les utiliser. Ce projet est désormais considéré comme une référence du Web en matière de dictionnaire sino-anglais, et est notamment utilisé par le projet Unihan et d'autres projets relatifs à ces langues,. Il est également encodé en UTF-8.

## Données
Les données de ce dictionnaire sont :
- chinois simplifié / chinois traditionnel ;
- pinyin (plusieurs prononciations s'il y a) ;
- anglais (plusieurs sens s'il y a) ;
- encodage UTF-8 disponible.

En juillet 2010, CEDICT contenait plus de 98 000 entrées chinoises.

## Format
Le format de CEDICT est tel que :
```
Traditional Simplified
 [pin1 yin1] /
English 
equivalent 1
/
equivalent 2
/
中國 中国 [Zhong1 guo2] /
China
/
Middle Kingdom
/
```